# Collari d'oro al merito sportivo 2019
La cerimonia di premiazione dei collari d'oro al merito sportivo del 2019 si è svolta, come annunciato, il 16 dicembre 2019.
Il tradizionale appuntamento per il conferimento della massima onorificenza sportiva italiana è avvenuto alla presenza del Presidente del Consiglio dei Ministri Giuseppe Conte, del ministro delle Politiche giovanili e dello sport, Vincenzo Spadafora, del Presidente CONI Giovanni Malagò e del Presidente del CIP Luca Pancalli. La cerimonia è stata trasmessa in diretta su Rai Due a partire dalle ore 11,00.
Nella circostanza viene conferita anche la Palma d'oro al Merito tecnico.

## Collari d'oro al merito sportivo

### Atleti
- Arrampicata sportiva: Ludovico Fossali (Speed)
- Ciclismo: Vittoria Bussi (Primatista dell'ora femminile - record conquistato il 13 settembre 2018)
- Motociclismo: Lorenzo Dalla Porta (Moto3)
- Nuoto: Simona Quadarella (1500 sl), Federica Pellegrini (200 sl), Gregorio Paltrinieri (800 sl, non presente alla cerimonia)[4]
- Pallanuoto: Matteo Aicardi, Michaël Bodegas, Marco Del Lungo, Francesco Di Fulvio, Edoardo Di Somma, Vincenzo Dolce, Gonzalo Echenique, Niccolò Figari, Pietro Figlioli, Vincenzo Renzuto Iodice, Stefano Luongo, Gianmarco Nicosia e Alessandro Velotto
- Sport invernali: Dominik Paris (Sci alpino - SuperG), Dorothea Wierer e Dominik Windisch (Biathlon - Mass Start), non presenti alla cerimonia.[5][6][7]
- Taekwondo: Simone Alessio (-74 kg)
- Tiro a volo: Diana Bacosi (Skeet)
- Vela: Vittorio Bissaro e Maelle Frascari (Nacra 17)

### Personalità
- Attilio Fontana, Presidente della Regione Lombardia
- Gianpietro Ghedina, Sindaco di Cortina d'Ampezzo
- Giuseppe Sala, Sindaco di Milano
- Luca Zaia, Presidente della Regione Veneto

### Campioni del mondo prima del 1995
- Automobilismo: Sandro Munari (Rally - 1977), Miki Biasion (Rally - 1988 e 1989), Tiziano Siviero (Rally copilota - 1988 e 1989)
- Atletica: Francesco Panetta (3000 siepi - 1987)
- Canoa - Kayak: Oreste Perri (K1 1000 - 1975)
- Canotaggio: Alberto Belgeri (Due di coppia - 1986), Igor Pescialli (Due di coppia - 1986), Francesco Esposito (Doppio Pesi Leggeri - 1994)
- Motociclismo: Carlo Ubbiali (Vincitore 9 titoli iridati Classe 125 e 250 - dal 1951 al 1960), Pier Paolo Bianchi (Classe 125 - 1976, 1977 e 1980), Mario Lega (Classe 250 - 1977), Eugenio Lazzarini (Classe 125 - 1978), Marco Lucchinelli (Classe 500 - 1981), Franco Uncini (Classe 500 - 1982), Fausto Gresini (Classe 125 - 1985 e 1987), Luca Cadalora (Classe 125 e 250 - 1986, 1991 e 1992), Alessandro Gramigni (Classe 125 - 1992)
- Nuoto: Novella Calligaris (800 sl - 1973), Giorgio Lamberti (200 sl - 1991)
- Pentathlon moderno: Cesare Toraldo (Campione mondiale a squadre - 1985), Gianluca Tiberti (Campione mondiale individuale - 1990)
- Pugilato: Alessandro Mazzinghi (Pesi Superwelter - 1963 e 1968), Bruno Arcari (Pesi Welter - 1970), Franco Udella (Pesi Minimosca - 1975), Rocco Mattioli (Pesi Superwelter - 1977), Vito Antuofermo (Pesi Medi - 1979), Sumbu Kalambay (Pesi Medi - 1987), Gianfranco Rosi (Pesi Superwelter - 1987 e 1989), Valerio Nati (Pesi Supergallo - 1989), Francesco Damiani (Pesi Massimi - 1989 e 1991), Massimiliano Duran (Pesi Massimi Leggeri - 1990), Tommaso Russo (Cat. 75 kg - 1991), Emanuela Pantani (Pesi Gallo - 2008)
- Scherma: Leopolda Predaroli (Fioretto a squadre - 1957), Cristiana Bortolotti (Fioretto a squadre - 1957), Carola Cicconetti, Clara Mochi e Anna Rita Sparaciari (Fioretto a squadre - 1982 e 1983), Lucia Traversa (Fioretto a squadre - 1983 e 1990), Federico Cervi (Fioretto a squadre - 1985, 1986 e 1990), Sandro Resegotti (Spada a squadre - 1989 e 1990), Stefano Pantano (Spada a squadre - 1989, 1990 e 1993), Marco Arpino (Fioretto a squadre - 1994), Laura Chiesa (Spada individuale - 1994)
- Sport del ghiaccio: Roberto Sighel (Pattinaggio di velocità - 1992)
- Sport invernali: Carlo Senoner (Sci alpino, Slalom - 1966), Carlo Prinoth (Slittino biposto - 1961), Giampaolo Ambrosi - Giovanni Graber (Slittino biposto - 1962), Norbert Huber - Hansjörg Raffl (Slittino biposto - 1990), Karl Brunner (Slittino - 1971), Arnold Huber (Slittino - 1991), Enrico De Lorenzo e Rinaldo Ruatti (Bob a 2 - 1962), Adriano Frassinelli (Bob a 2 - 1969), Gianfranco Gaspari (Bob a 2 - 1971), Franco Perrequet (Bob a 2 - 1975), Sergio Siorpaes (Bob a 2 - 1963 e 1966 e Bob a 4 - 1960 e 1961), Pieralberto Carrara (Biathlon staffetta 4X7,5 e biathlon individuale 1990 e 1993), Johann Passler (Biathlon staffetta 4X7,5 - 1990 e 1993), Andreas Zingerle (Biathlon staffetta 4X7,5 e biathlon individuale 1990-1993)
- Tiro a volo: Bina Guiducci (Trap - 1969), Pia Lucia Baldisseri (Trap - 1990), Marco Venturini (Trap - 1991, 1993), Paola Tattini (Trap - 1994), Luciano Brunetti (Skeet - 1978), Bianca Rose Hansberg (Skeet - 1978)
- Canottaggio: Francesco Saverio Di Donato

### Società sportive
- S.P.A.L.
- Circolo Canottieri Roma
- Accademia d'Armi Musumeci Greco
- Tiro a volo Pieve a Nievole-Montecatini
- Sci Club Courmayeur Monte Bianco

### Palma d'oro al Merito tecnico
- Canoa - Kayak: Giuseppe Coan
- Canottaggio: Giuseppe Polti
- Ginnastica: Fulvio Vailati
- Pallacanestro: Carlo Recalcati e Sergio Scariolo
- Pallavolo: Massimo Barbolini
- Scherma: Salvatore Di Naro, Attilio Fini e Andrea Magro
- Sport Invernali: Marco Andreatta e Gianfranco Pizio (Sci di Fondo)
- Tiro A Volo: Mirco Cenci
- Tuffi: Giorgio Cagnotto

### Trofeo CONI 2019
- Comitato Regionale CONI Veneto

### Atleti paralimpici
- Atletica Leggera: Assunta Legnante
- Ciclismo: Luca Mazzone, Andrea Tarlao, Fabrizio Cornegliani, Alessandro Zanardi, Paolo Cecchetto
- Nuoto: Simone Barlaam, Francesco Bocciardo, Antonio Fantin, Carlotta Gilli, Efrem Morelli, Federico Morlacchi, Stefano Raimondi, Arianna Talamona, Arjola Trimi (assente alla cerimonia);[8]
- Scherma: Beatrice Maria Vio
- Sport Invernali: Giacomo Bertagnolli, Fabrizio Casal
- Sci Nautico: Daniele Cassioli

Campioni Global Games
- Atletica: Raffaele Di Maggio, Mario Alberto Bertolaso, Ruud Koutiki, Gaetano Schimmenti, Ndiaga Dieng;